# Änder

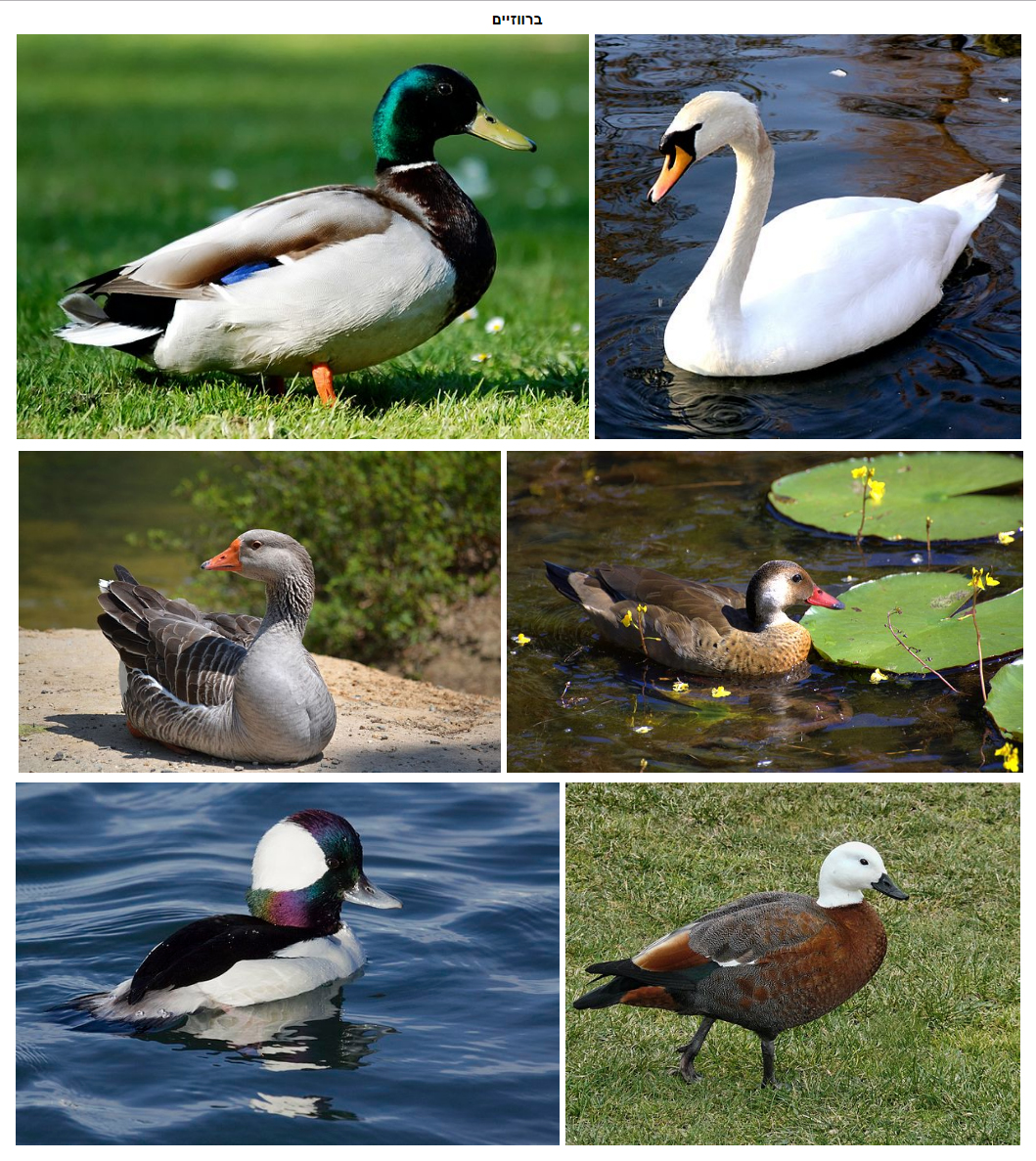
Exempel på några olika andarter: gräsand, knölsvan, grågås, brasilienand, buffelhuvud och paradisgravand.

Änder (Anatidae) är en familj av fåglar inom ordningen andfåglar. De är fåglar särskilt anpassade för att simma, med simhud mellan tårna och mer eller mindre platta näbbar. Deras fjädrar skyddas av särskilda oljor som gör dem mycket vattenavvisande. Änder är övervägande växtlevande och häckar monogamt. Ett stort antal är flyttfåglar. Några arter har domesticerats och många jagas för föda eller som nöje. Familjen består av ett 170-tal arter. 

## Utseende och levnadssätt
Fåglar i familjen Anatidae har bred och utdragen kropp, hos dykande arter rundare. Hos de allra flesta arter är vingarna korta och spetsiga, med kraftiga vingmuskler som driver snabba vingslag. De har vanligen långa halsar, dock i varierande grad. Benen är korta, kraftiga och placerade baktill på kroppen. I kombination med kroppsformen kan de därför verka klumpiga på land, men rör sig bättre än andra vattenlevande fåglar som doppingar. De allra flesta arter har simhud mellan tårna, något som dock gått förlorat hos exempelvis hawaiigåsen. Näbben är av mjuk keratin med ett tunt och känsligt hudlager ovanpå, hos de flesta mer eller mindre tillplattad med lameller, framför allt hos de som filtrerar sin föda. 
Storleken skiljer sig kraftigt, bland nu levande arter från bomullsdvärgandens 26,5 cm i kroppslängd och en vikt på 164 gram till trumpetarsvanens 183 cm och 17,2 kg i vikt. Den största and som någonsin levt är den utdöda flygoförmögna Garganornis ballmanni som vägde hela 22 kg. Många änder uppvisar stor skillnad i dräkt mellan hanen och honan, dock ej svanar, gäss och visseländer. 
Änder lever generellt av vegetabilier, även om vissa arter också tar fisk, blötdjur eller vattenlevande ryggradslösa djur. Skrakarna är specialiserade på fisk och deras näbbar är försedda med taggar för lättare fångst.

## Systematik
Namnet Anatidae infördes för familjen av engelske zoologen William Elford Leach 1820. Idag behandlas den som den i särklass artrikaste av tre nu levande familjer i ordningen andfåglar. Vissa urskiljer dock visseländer som en egen familj, Dendrocygnidae. Tidigare behandlades skatgåsen som en del av Anatidae, men urskiljs universellt som en egen familj, Anseranatidae.
Inom familjen Anatidae är inbördes släktskap mellan de olika släktena oklar och någon konsensus råder ännu inte mellan olika taxonomiska auktoriteter. Efter en studie av anatomiska karaktärer från 1986 delades familjen ofta in i nio underfamiljer, enligt nedan:
- Dendrocygninae (visseländer) – nio arter med långbenta gåsliknande fåglar som lever i tropiskt klimat, alla i släktet Dendrocygna
- Thalassorninae – afrikanska arten vitryggig and (Thalassornis leuconotus)
- Anserinae (svanar och gäss) – 25–30 arter i bland andra släktena Branta, Anser och Cygnus
- Stictonettinae – australiska arten vattrad and (Stictonetta naevosa)
- Plectropterinae –  afrikanska arten sporrgås (Plectropterus gambensis)
- Tadorninae (gravänder) – cirka 25 arter stora och ofta landlevande fåglar, morfologiskt mellan Anatinae och Anserinae, däribland Tadorna
- Anatinae (simänder) – cirka 55 arter med världsomfattande utbredning, bland annat Anas
- Aythyinae (lätta dykänder) – cirka 15 arter som återfinns över hela världen, dominerad av Aythya
- Merginae ("tunga dykänder") – cirka 20 arter mestadels förekommande på Norra halvklotet och huvudsakligen havslevande, som ejdrar och skrakar
- Oxyurinae (kopparänder och andra änder med styv stjärt) – fyra släkten, varav tre är monotypiska, som består av cirka åtta arter

Analyser av mitokondriellt DNA från slutet av 1990-talet gav vid handen att till exempel att simänder och dykänder inte hör hemma i samma underfamilj. Det finns dock brister i dessa analyser; mtDNA fungerar inte uteslutande som ett bra underlag för en fylogeni vad gäller vattenfåglar, speciellt inte för simänder, eftersom de har en förhållandevis hög frekvens vad gäller fertila hybrider – i vissa ovanliga fall till och med mellan olika släkten. 
Alternativt har familjen Anatidae istället omfattat tre underfamiljer (i huvudsak änder, gäss och svanar). Då kan svanar separeras som underfamiljen Cygninae och gässen i underfamiljen Anserinae (som också omfattar visseländer), medan Anatinae omfattar de resterande kladerna. 
Medan det saknas en överskådlig översikt av familjen Anatidae som förenar alla data i en robust fylogeni, så är orsaken till den motsägelsefulla informationen i varje fall klar. Ett fossil av arten Vegavis iaai från yngre krita, vilken är en tidig modern vattenlevande fågel som tillhör en utdöd familj, visar att Anatidae är en uråldrig grupp bland dagens fåglar. Deras tidigaste direkta förfäder, vilka dock inte finns dokumenterade som fossil, kan antas ha varit samtida med dinosaurierna. Denna långa historia med sina många evolutionära förändringar från en sorts vattenlevande fågel till en annan har fördunklat många plesiomorfier. Många apomorfer är ofta resultatet av parallell evolution, vilket kan ses i typen av "icke-dykänder" som kan exemplifieras av så pass obesläktade släkten som Dendrocygna, Amazonetta och Cairina. 
Detta stämmer väl med senare mer omfattade genetiska studier, som visar att de egentliga släktskaperna skiljer sig kraftigt från de baserade på morfologi. Exempelvis utgör arten blåvingad gås en gren bland dykänderna, den kopparandliknande arten zebraand är egentligen närmast släkt med svanar och egentliga gäss och kopparänderna en egen utvecklingslinje utanför alla andra arter i familjen utom visseländer. Howard & Moore, som huvudsakligen baserar sin systematik på Gonzalez 2009, listar följande fyra underfamiljer, med några udda arter placerade i incertae sedis:
- Dendrocygninae – nio arter visseländer i släktet Dendrocygna
- Erismaturinae – sju arter kopparänder nio arter visseländer i Nomonyx och Oxyura
- Anserinae
  - Malacorhynchini – australiska zebraanden (Malacorhynchus membranaceus)
  - Cereopseini – två arter, australiska hönsgåsen (Cereopsis novaehollandiae) och sydamerikanska coscorobasvanen (Coscoroba coscoroba)
  - Cygnini – sex arter svanar, t.ex. sångsvan och knölsvan
  - Anserini – tio till elva arter äkta gäss i Anser och Branta, t.ex. grågås och vitkindad gås
- Anatinae – äkta änder
  - Tadornini – grav- och roständer i Radjah, Tadorna och Alopochen, sydamerikanska gäss i Chloephaga och Oressochen, mandarin- och brudand i Aix, myskand Cairina och sydamerikanska ändera forsand (Merganetta) och beigekindad and (Callonetta)
  - Mergini – tunga dykänder, med ejdrar (Polysticta och Somateria), sjöorrar och svärtor i Melanitta, alfågel (Clangula), strömand (Histronicus), knipor (Bucephala) och skrakar i Mergus, Mergellus och Lophodytes
  - Aythyini – lätta dykänder i Aythya, Marmaronetta, Netta och Rhodonessa, men även simands- och gåsliknande arter som knöl- och kamand (Sarkidiornis), vitvingad and (Asarcornis, tidigare i Cairina), nyzeeländska blåanden (Hymenolaimus), afrikanska arterna skogsand (Pteronetta) och blåvingad gås (Cyanochen) och australiska mananden (Chenonetta)
  - Anatini – klassiska simänder som Anas (med numera utbrutna Spatula, Mareca och Sibirionetta) men även en grupp sydamerikanska arterna bronsvingad and (Speculanas), tofsand (Lophonetta) och brasilienand (Amazonetta) samt de ejderlika ångbåtsänderna i Tachyeres

Howard & Moore placerar följande incertae sedis, alltså att de inte med säkerhet kan placeras i någon av de ovanstående underfamiljerna, antingen på grund av oklara resultat eller att arterna inte testats:
- Vitryggig and (Thalassornis leuconotus)
- Vattrad and (Stictonetta naevosa)
- Bisamand (Biziura lobata)
- Sporrgås (Plectropterus gambensis)
- Papuaand (Salvadorina waigiuensis)
- Dvärgänder (Nettapus) – tre arter
- Svarthuvad and (Heteronetta atricapilla)

### Fossil
Det finns en stor mängd fossil av anatidae-liknande fåglar men många av dessa kan av tidigare påpekade orsaker inte okritiskt tillskrivas de olika underfamiljerna.

## Änder och människan
Ändernas fjädrar har länge använts som stoppning i kuddar och täcken med mera. De är också vanliga matfåglar. Bland änderna finnes de fåglar som har den högsta hastigheten vid planflykt.